# アラン・ドワン
アラン・ドワン（Allan Dwan、1885年4月3日 - 1981年12月28日）は、アメリカ合衆国の映画監督、脚本家、映画プロデューサーである。サイレント映画からの430本を超える作家的キャリアをもつ、パイオニアのひとりである。

## 人物・来歴
1885年（明治18年）4月3日、カナダのオンタリオ州トロントに生まれる。11歳のときに、家族とともにアメリカ合衆国のミシガン州デトロイトに移住した。
インディアナ州サウスベンド近郊のカトリック系大学ノートルダム大学で工学を学び、イリノイ州シカゴの電器会社にエンジニアとして入社した。
その後、シカゴの映画会社エサネイ・スタジオに入社し、脚本を書く。1911年（明治45年）、26歳のときに、シカゴのアメリカン・フィルム・マニュファクチャリング・カンパニーがカリフォルニア州サンディエゴのラメーサに撮影所を建設、同撮影所で、J・ウォーレン・ケリガン主演の『策略』で映画監督としてデビューする。同社において、1913年（大正2年）、プロデューサー業に進出する。メアリー・ピックフォード、ダグラス・フェアバンクス主演作を多く手がけた。
1914年（大正13年）、同州サンタモニカのビゾン・スタジオで初の長篇映画『リシュリュー』を監督、同年、フェイマス・プレイヤーズ・フィルム・カンパニー（のちのフェイマス・プレイヤーズ＝ラスキー）に移籍し、『ワイルドフラワー』等を監督した。
1915年（大正4年）、ファイン・アーツ・フィルム・カンパニーに移籍、ドロシー・ギッシュ主演作『邪道』を監督、ドロシー主演作を多く手がける。同年6月18日、アメリカ映画監督協会設立に参加する。同年、監督デビュー作『策略』に出演した女優のポーリン・ブッシュと結婚する。1921年（大正10年）、離婚し、翌1922年（大正11年）、女優のマリー・シェルトンと結婚する。1928年（昭和3年）の『怪我騒動』までのサイレント映画の時代は、ドワンの全盛期であり、実に360本を超える映画を監督した。
1929年（昭和4年）、ユナイテッド・アーティスツ配給の『鉄仮面』からはトーキーにとりくみ、同年、フォックス・フィルム（現在の20世紀フォックス）に移籍し、 『南海の薔薇』等を手がけた。1930年（昭和5年）には、女優グロリア・スワンソンのハウスプロダクション、グロリア・プロダクションズでスワンソン主演の『陽気な後家さん』を監督した。1937年（昭和12年）には、シャーリー・テンプル主演の『ハイデイ』、翌1938年（昭和13年）には『農園の寵児』を手がけ、天才子役の黄金時代に貢献した。45歳から55歳にかけての1930年代には、大幅に本数が減ったが、26本を監督している。
1941（昭和16年）以降、第二次世界大戦中は、RKO、エドワード・スモールのエドワード・スモール・プロダクションズでコメディを多く手がけた。戦後、1946年（昭和21年）にマイナー映画会社リパブリック・ピクチャーズに入社、同年の『アニーとのランデヴー』を手始めに、同社で『アリゾナの嵐』（1948年）、俳優ジョン・ウェインがアカデミー賞にノミネートされた『硫黄島の砂』（1949年）等を手がける。55歳から65歳にかけての1940年代には、19本を手がけた。
1954年（昭和29年）、69歳になってからの4年間、ベネディクト・ボジャースの製作会社ベネディクト・ボジャース・プロダクションで映画界最後の日々を過ごすことになる。同年の『逮捕命令』や『バファロウ平原』等、12本を手がけた。1957年（昭和32年）、『地上で最も危険な男』を撮影するが、1961年（昭和36年）まで公開されなかった。同作は、のちにヴィム・ヴェンダースが監督した映画『ことの次第』（1981年）の劇中でリメイクされる。
1976年（昭和51年）、91歳のとき、ロサンゼルス映画批評家協会賞永年功労賞を受賞する。
1981年（昭和56年）12月28日、カリフォルニア州ロサンゼルスで死去した。満96歳没。映画における功績により、ハリウッド・ウォーク・オブ・フェーム（6263 Hollywood Blvd.）に名を残す。

## おもなフィルモグラフィ
特筆以外は監督作
en:Category:Films directed by Allan Dwanも参照のこと。

### 1910年代
- 『策略』 Strategy  : 1911年 - デビュー作
- 『リシュリュー』 Richelieu : 1914年 - ドワン初の長篇劇映画
- 『ワイルドフラワー（英語版）』 Wildflower : 1914年
- 『邪道』 Jordan Is a Hard Road : 主演ドロシー・ギッシュ、1915年
- 『マンハッタン』 : 1916年
- 『火の森』 : 1916年
- 『笑ひの習慣』 The Habit of Happiness : 1916年
- 『善良なる悪人』 The Good Bad Man : 1916年
- 『珠玉の乙女』 Betty of Greystone : 1916年
- 『ドーグラスの好奇』 Manhattan Madness : 1916年
- 『ドーグラスの蛮勇』 : 1917年
- 『パンテア』 Panthea : 1917年
- 『ドーグラスの現代銃士』 A Modern Musketeer : 1917年
- 『結びの神』 : 1918年
- 『楽天生活』 : 1918年
- 『ドグラスの跳ね廻り』 Mr. Fix-It : 1918年
- 『ヘッディン・サウス』 Headin' South : 1918年 - 共同監督アーサー・ロッスン
- 『サハラ』 Sahara : 1919年
- 『微笑ながら』 He Comes Up Smiling : 1918年
- 『運命の兵士』 Soldiers of Fortune : 1919年
- 『紅いばら』 Cheating Cheaters : 1919年
- 『暗黒の妖星』 The Dark Star : 1919年

### 1920年代
- 『大自然の掟』 : 1920年
- 『唸る鉄拳』 : 1920年
- 『埋れ行く黄金』 The Splendid Hazard : 1920年
- 『愛蘭土人の幸運』 The Luck of the Irish (1920 film)  : 1920年
- 『禁断の物』 The Forbidden Thing : 1920年
- 『悲しき情歌』 In the Heart of a Fool : 1920年
- 『青春の暗影』 : 1921年
- 『雷火落つる時』 The Scoffer : 1921年
- 『陰陽の人』 A Perfect Crime : 1921年
- 『隠れ家の娘』 The Hidden Woman : 1922年

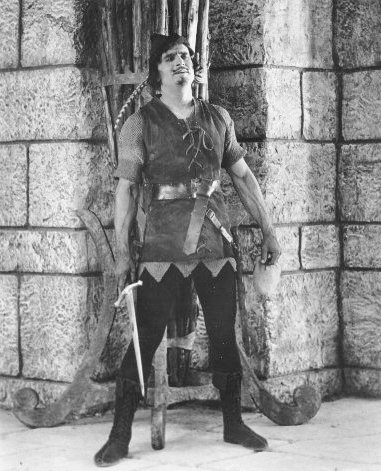
『ロビン・フッド』（1922年）のダグラス・フェアバンクス。

- 『ロビン・フッド』 Robin Hood : 1922年
- 『兄貴』 Big Brother : 1923年
- 『合法の窃盗』 Lawful Larceny : 1923年
- 『陥穽の宮殿』 : 1923年
- 『月の囁き』 The Glimpses of the Moon : 1923年
- 『舞姫ザザ』 Zaza : 1923年
- 『彼女の恋物語』 Her Love Story : 1924年
- 『兵営に咲く花』 Wages of Virtue : 1924年
- 『焔の女』  : 1924年
- 『嬲られ者』 Manhandled : 1924年
- 『社交界の醜聞』 The Society Scandal : 1924年
- 『当り狂言』 Stage Struck : 1925年
- 『夜の紐育』 Night Life of New York : 1925年
- 『アルゼンチン情話』 Argentine Love : 1925年
- 『女心』 The Coast of Folly : 1925年
- 『五十と五十』 Fifty-Fifty : 監督アンリ・ディアマン＝ベルジェ、1925年 - 原作・脚本
- 『神ぞ知る』 Tin Gods : 1926年
- 『心の合鍵』 Padlocked : 1926年
- 『海馬』 Sea Horses : 1926年
- 『世話女房』 French Dressing : 1927年
- 『タイタニック』 Titanic : 1927年
- 『悲恋の楽聖』 The Music Master : 1927年
- 『近代恋愛ごっこ』 The Joy Girl : 1927年
- 『侵略の潮』 Tide of Empire : 1928年
- 『怪我騒動』 The Big Noise : 1928年 - ドワン最後のサイレント映画
- 『鉄仮面』 The Iron Mask : 1929年 - ドワン最初のトーキー
- 『南海の薔薇』 South Sea Rose : 1929年
- 『氷原の情炎』 Frozen Justice : 1929年
- 『遙かなる叫び』 The Far Call : 1929年

### 1930年代
- 『陽気な後家さん』 What a Widow! : 1930年
- 『鉄窓の女』 Wicked : 1931年
- 『戦争』 Chances : 1931年
- 『巴里の丑満時』 While Paris Sleeps : 1932年
- 『ハリウッド・パーティー』 Hollywood Party : 1934年
- 『洋上魔』 Black Sheep : 1935年
- 『15処女街』 15 Maiden Lane : 1936年
- 『海底の巨人』 High Tension : 1936年
- 『ハイデイ』 Heidi : 1937年
- 『農園の寵児』 Rebecca of Sunnybrook Farm : 1938年
- 『ジョゼット』 Josette : 1938年
- 『スエズ』 Suez : 1938年
- 『ゴリラの脅迫状』 The Gorilla : 1939年

### 1940年代
- 『仲の良い敵同志』 Friendly Enemies : 1942年
- 『アップ・イン・マベルズ・ルーム』 Up in Mabel's Room : 1944年
- 『アブロード・ウィズ・トゥ・ヤンクス』 Abroad with Two Yanks : 1944年
- 『ゲッティング・ガーティズ・ガーター』 Getting Gertie's Garter : 1945年
- 『百万長者ブリュースター』 Brewster's Millions : 1945年
- 『アニーとのランデヴー』 Rendezvous with Annie : 1946年
- 『アリゾナの嵐』 Angel in Exile : 1948年
- 『硫黄島の砂』 : 1949年

### 1950年代
- 『戦略爆撃隊』 The Wild Blue Yonder : 1951年
- 『私刑される女』 Woman They Almost Lynched : 1953年
- 『女の戦場』 Fight Nurse : 1953年
- 『バファロウ平原』 Cattle Queen of Montana : 1954年
- 『逮捕命令』 Silver Lode : 1954年
- 『怒りの刃』 Passion : 1954年
- 『辺境の追跡』 Escape to Burma : 1955年
- 『南海の黒真珠』 Pearl of the South Pacific : 1955年
- 『対決の一瞬』 Tennessee's Partner : 1955年
- 『悪の対決』 Slightly Scarlet : 1955年
- 『敵中突破せよ!』 Hold Back the Night : 1956年
- 『断崖の河』 The River's Edge : 1957年
- 『恐怖の島』 Enchanted Island : 1958年

### 1960年代
- 『地上で最も危険な男』 Most Dangerous Man Alive : 1957年 - 1961年

## 関連事項
- ハリウッド・ウォーク・オブ・フェームの星の一覧
- エサネイ・スタジオ （en:Essanay Studios）
- アメリカン・フィルム・マニュファクチャリング・カンパニー （en:American Film Manufacturing Company）
- J・ウォーレン・ケリガン （en:J. Warren Kerrigan）
- フェイマス・プレイヤーズ・フィルム・カンパニー （en:Famous Players Film Company）
- フェイマス・プレイヤーズ＝ラスキー （en:Famous Players-Lasky）
- ファイン・アーツ・フィルム・カンパニー （en:Fine Arts Film Company）
- アメリカ映画監督協会 （en:Motion Picture Directors Association）
- ポーリン・ブッシュ （en:Pauline Bush (actress)）
- グロリア・プロダクションズ （en:Gloria Productions）
- ベネディクト・ボジャース・プロダクション （en:Benedict Bogeaus Production）

## 註
1. ↑  #外部リンク欄、「アラン・ドワン」リンク先の記述を参照。